# Беркевич Леопольд Фомич
Беркевич Леопольд Фомич (27 грудня 1828 — 12 травня 1897) — український і російський астроном польського походження, засновник і перший директор Одеської обсерваторії, професор Одеського університету. Займався небесною механікою, особливо теорією збурень малих планет.

## Біографія

### Освіта у Варшаві, Санкт-Петербурзі та Німеччині
Леопольд Беркевич народився в сім'ї лікаря в місті Сідлеці в Царстві Польському у складі Російської імперії. В 7 років він залишився без батька і виховувався матір'ю.
1845 року закінчив гімназію в Любліні, відмінно склав вступні екзамени на Варшавські вчительські курси та на стипендію від Царства Польського був відправлений на навчання до Санкт-Петербурзького університету, а 1849 року закінчив філософський факультет університету, здобувши ступінь кандидата філософії з розряду математичних наук. Був залишений при університеті для підготовки до здобуття професорського звання, але умови його стипендії змусили Беркевича повернутись до Варшави.
Він почав роботу у Варшавській обсерваторії на посаді молодшого помічника директора, де він займався метрологічними спостереженнями. Одночасно він працював вчителем хімії та фізики в училищі рабинів, потім викладав геометрію та арифметику в повітовому училищі, а 1857 року став молодшим вчителем математики у Варшавській гімназії.
1860 року вийшов у відставку і повернувся до Санкт-Петербурга. Працював в астрономічній обсерваторії Санкт-Петербурзького під керівництвом Олексія Савича та Пафнутія Чебишева. Життєві труднощі змусили Беркевича поступити на державну службу в 1862 році та працювати помічником директора експедиції з перевірки спиртометрів в Департаменті податків і стягнень при Міністерстві фінансів. Однак через три місяці його перевели до Міністерства народної освіти та невдовзі відправили на дворічне стажування до Німеччини. Там він стажувався в астрономів Йоганна Енке, Петера Ганзена, Крістіана Петерса. Став членом Німецького астрономічного товариства і за дорученням товариства обчислив ефемериди астероїда Ніоба на 1863—1864 роки.
В жовтні 1864 року він приїхав з-за кордону і склав магістерські іспити, а в березні 1865 року в Санкт-Петербурзькому університеті захистив магістерську дисертацію «Дослідження загальної пертурбації планети Юнона, яка відбувається під дією на неї планети Юпітер». Після цього він ще раз був відправлений за кордон для наукової роботи.

### Астрономічна робота в Одесі
В 1865—1880 роках Беркевич працював в Одесі в Новоросійському університеті на посаді доцента кафедри астрономії та геодезії. У 1865—1866 навчальному році вів курси зі сферичної тригонометрії (сферичної астрономії) і космографії (загальної астрономії), а з 1866—1867 навчального року — курси теоретичної астрономії (небесної механіки) і практичної астрономії (астрометрії). Також вів в університеті кілька математичних курсів, в тому числі аналітичну геометрію. Займався придбанням астрономічних інструментів для університету, а 1866 року відкрив в університеті кабінет астрономії. Продовжував наукові дослідження, вивчаючи збурення астероїда Юнони.
В 1866—1880 роках Беркевич також викладав комерційну арифметику в Одеському комерційному училищі.
На початку грудня 1868 року в Новоросійському університеті він захистив докторську дисертацію «Дослідження руху планети Юнона», через п'ять днів був затверджений екстраординарним професором, а в травні 1869 року — ординарним професором кафедри астрономії. Він став першим завідувачем кафедри астрономії Новоросійського університету.
Беркевич і університетський архітектор Панталіон Іодко разом зпроєктували Одеську університетську обсерваторію і почали її будівництво 1870 року за фінансової підтримки державного казначейства та Одеської міської думи. 15 серпня 1871 року відбулося урочисте відкриття обсерваторії. Беркевич став директором новоствореної обсерваторії та очолював її до 1880 року.
На посаді директора обсерваторії Беркевич консультувався з пулковським астрономом Отто Васильовичем Струве про організацію в обсерваторії спектральних і фотометричних спостережень, вивчення змінних зір, визначення положень світил і організацію в обсерваторії служби часу. Поради Струве почали реалізовуватись з приходом до обсерваторії Олександра Кононовича.

### На пенсії
В грудні 1982 року вийшов на пенсію за вислугою років, але до кінця навчального року продовжив викладати в університеті. Потім переїхав до Вільнюса, а пізніше до Санкт-Петербурга, де він займався приватною практикою.
Помер 12 травня 1897 року в Санкт-Петербурзі (за іншими даними — в Рязані).

## Нагороди
- Орден Святої Анни 2 ступеня (1870)[2]
- Орден Святої Анни 2 ступеня з імператорською короною (1872)[2]